# Meshetsko pogorje
Meshetsko pogorje (gruzijsko მესხეთის ქედი), tudi Adžarsko-Imeretsko pogorje in Ahalcihsko pogorje, je del gorovja Malega Kavkaza v Meshetiji, regiji na jugozahodu Gruzije.
Dolžina pogorja je 150 km, najvišja točka pa je gora Mepisckaro na nadmorski višini 2850 m. Za Meshetsko pogorje so značilne velike količine padavin. Ozemlje okoli gore Mtirala (adžarski del pogorja) je bilo najbolj namočeno območje Sovjetske zveze in je najbolj namočeno območje Kavkaza z letnimi padavinami približno 4500 mm na leto.

## Geologija
Meshetsko pogorje je razvodje med porečjem reke Rioni na severu, reke Adžarisckali na jugu in reke Kure na jugovzhodu. Geološki masiv je sestavljen iz vulkanskih kamnin in morskih sedimentov, ki so pretežno konglomerati. Značilen je spremenljiv litološki sestav – najpogosteje se menjajo mineralne kamnine skrilavci, tufi in andezit. Skoraj povsod srečamo tudi kraške pojave. V nekaterih delih obstaja lokalna magnetna anomalija. Na skrajnem zahodu se magnetna deklinacija giblje od -1 do +20 stopinj.

## Rastlinstvo
Zaradi obilnih padavin pobočja Meshetskega pogorja pokrivajo predvsem gozdovi listavcev (hrast, kostanj, javor, gaber, bukev) pod 1200 m nadmorske višine in iglasti gozdovi (smreka, jelka in ponekod bor) od 1200 do 1800 m. Najvišja območja pokrivajo subalpski in alpski travniki.
Strabon omenja pogorje Moschian kot pristop h Kavkazu. (Geografija, 11.2.1).